# Bulengera
Bulengera est une commune de la ville commerciale de Butembo en République démocratique du Congo. 